# Собор отцов поместного собора Церкви Русской 1917-1918
Собор установленый в память святых, участников Поместного Собора 1917—1918 годов.

## Житие
4 мая 2017 года на заседании Священного Синода был установлен день памяти Отцов Поместного Собора Церкви Русской 1917–1918 годов. Память — 18 ноября, в день избрания святителя Тихона (Белавина) на Московский Патриарший престол.
Большинство святых являются мучениками и исповедниками.

## Список святых
Список святых распределён по их сану.
Всего святых — 46
Из которых 
1 Патриарх, 8 митрополитов, 12 архиепископов, 7 епископов, 1 схииеромонах, 6 архимандритов, 1 протопресвитер, 7 протоиереев, 3 мирянина.

### Патриарх
1. Святитель Тихон (Беллавин).

### Митрополиты
1. Святитель Агафангел (Преображенский).
2. Священномученик Анатолий (Грисюк).
3. Священномученик Вениамин (Казанский).
4. Священномученик Владимир (Богоявленский).
5. Священномученик Евгений (Зернов).
6. Священномученик Кирилл (Смирнов).
7. Священномученик Пётр (Полянский).
8. Священномученик Серафим (Чичагов).

### Архиепископы
1. Священномученик Александр (Трапицын).
2. Священномученик Андроник (Никольский).
3. Священномученик Василий (Богоявленский).
4. Священномученик Илларион (Троицкий).
5. Священномученик Иоанн (Поммер).
6. Священномученик Митрофан (Краснопольский).
7. Священномученик Никодим (Кротков).
8. Священномученик Николай (Добронравов).
9. Священномученик Прокопий (Титов).
10. Священномученик Серафим (Остроумов).
11. Священноисповедник  Сильвестр (Ольшанский).
12. Священномученик Тихон (Никаноров).

### Епископы
1. Святитель Афанасий (Сахаров).
2. Священномученик Василий (Зеленцов).
3. Священномученик Гермоген (Долганёв).
4. Священномученик Ефрем (Кузнецов).
5. Священномученик Лаврентий (Князев).
6. Священномученик Платон (Кульбуш).
7. Священномученик Симон (Шлеёв).

### Иеросхимонах
1. Преподобный Алексий (Соловьев).

### Архимандриты
1. Преподобномученик Варлаам (Коноплёв).
2. Преподобномученик Вениамин (Кононов).
3. Преподобномученик Исаакий Оптинский (Бобраков).
4. Преподобномученик Кронид (Любимов).
5. Преподобномученик Матфей (Померанцев).
6. Преподобномученик Сергий (Шеин).

### Протопресвитер
1. Священномученик Александр Хотовицкий.

### Протоиереи
1. Священноиповедник Василий Малахов.
2. Священномученик Илия Громогласов.
3. Священномученик Иоанн Артоболевский.
4. Священномученик Константин Богословский.
5. Священномученик Михаил Околович.
6. Священноисповедник Петр Чельцов.
7. Священноисповедник Сергий Голощапов.

### Миряне
1. Мученик Алексий Зверев.
2. Мученик Иоанн Попов.
3. Мученик Николай Варжанский.